# 3. ročník udílení Cen Sdružení filmových a televizních herců
3. ročník udílení Cen Sdružení filmových a televizních herců se konal 22. února 1998 ve Shrine Auditorium v Los Angeles v Kalifornii. Ocenění se předalo nejlepším filmovým a televizním vystoupením v roce 1996. Nominace byly oznámeny 23. ledna 1997. Ceremoniál vysílala stanice NBC. Speciální cenu získala Angela Lansburyová.

## Vítězové a nominovaní
Tučně jsou označeni vítězové.

### Film
| Nejlepší mužský herecký výkon v hlavní roli | Nejlepší ženský herecký výkon v hlavní roli |
| --- | --- |
| - Geoffrey Rush jako David Helfgott – Záře - Tom Cruise jako Jerry Maguire– Jerry Maguire - Ralph Fiennes jako László Almásy – Anglický pacient - Woody Harrelson jako Larry Flynt – Lid versus Larry Flynt - Billy Bob Thornton jako Karl Childers – Smrtící bumerang | - Frances McDormandová jako Marge Gunderson – Fargo - Brenda Blethyn jako Cynthia Rose Purley – Tajnosti a lži - Diane Keatonová jako Bessie Wakefield – Marvinův pokoj - Gena Rowlands jako Mildred Hawks – Hvězdy na zemi - Kristin Scott Thomas jako Katharine Clifton – Anglický pacient |
| Nejlepší mužský herecký výkon ve vedlejší roli | Nejlepší ženský herecký výkon ve vedlejší roli |
| - Cuba Gooding Jr. jako Rodney Tidwell – Jerry Maguire - Hank Azaria jako Agador Spartacus – Ptačí klec - Nathan Lane jako Albert Goldman – Ptačí klec - William H. Macy jako Jerry Lundegaard – Fargo - Noah Taylor jako David Helfgott – Záře | - Lauren Bacall jako Hannah Morgan – Dvě tváře lásky - Juliette Binoche jako Hana – Anglický pacient - Marisa Tomei jako Monica Warren – Hvězdy na zemi - Gwen Verdon jako Ruth Wakefield Warren – Marvinův pokoj - Renée Zellweger jako Dorothy Boyd – Jerry Maguire                        |
| Nejlepší obsazení ve filmu | |
| - Ptačí klec – Hank Azaria, Christine Baranski, Dan Futterman, Gene Hackman, Nathan Lane, Dianne Wiest a Robin Williams - Anglický pacient – Naveen Andrews, Juliette Binoche, Willem Dafoe, Ralph Fiennes, Colin Firth, Jürgen Prochnow, Kristin Scott Thomas a Julian Wadham - Marvinův pokoj – Hume Cronyn, Robert De Niro, Leonardo DiCaprio, Dan Hedaya, Diane Keatonová, Hal Scardino, Meryl Streep a Gwen Verdon - Záře – John Gielgud, Armin Mueller-Stahl, Lynn Redgrave, Geoffrey Rush, Noah Taylor a Googie Withers - Smrtící bumerang – Lucas Black, Natalie Canerday, Robert Duvall, James Hampton, John Ritter, Billy Bob Thornton, J. T. Walsh a Dwight Yoakam | |

### Televize
| Nejlepší mužský herecký výkon v seriálu (drama) | Nejlepší ženský herecký výkon v seriálu (drama) |
| --- | --- |
| - Dennis Franz jako Andy Sipowicz – Policie New York - George Clooney jako Doug Ross – Pohotovost - Anthony Edwards jako Mark Greene – Pohotovost - David Duchovny jako Fox Mulder – Akta X - Jimmy Smits jako Bobby Simone –Policie New York | - Gillian Anderson jako Dana Scully – Akta X - Kim Delaney jako Diane Russell – Policie New York - Christine Lahti jako Kathryn Austin – Nemocnice Chicago Hope - Della Reese jako Tess – Dotek anděla - Jane Seymour jako Dr. Michaela Quinn – Doktorka Quinnová                            |
| Nejlepší mužský herecký výkon v seriálu (komedie) | Nejlepší ženský herecký výkon v seriálu (komedie) |
| - John Lithgow jako Dick Solomon – Takoví normální mimozemšťané - Kelsey Grammer jako Frasier Crane – Frasier - David Hyde Pierce jako Niles Crane – Frasier - Jason Alexander jako George Constanza – Show Jerryho Seinfelda - Michael Richards jako Cosmo Kramer – Show Jerryho Seinfelda | - Julia Louis-Dreyfus jako Elaine Benes – Show Jerryho Seinfelda - Christine Baranski jako Maryann Thorpe – Cybill - Ellen DeGeneres jako Ellen Morgan – Ellen - Helen Hunt jako Jamie Buchman – Jsem do tebe blázen - Kristen Johnston jako Sally Solomon – Takoví normální mimozemšťané    |
| Nejlepší mužský herecký výkon v minisérii nebo TV filmu | Nejlepší ženský herecký výkon v minisérii nebo TV filmu |
| - Alan Rickman jako Grigori Rasputin – Rasputin: Dark Servant of Destiny - Armand Assante jako John Gotti – Mafián - Beau Bridges jako Bill Januson – Co skrývá Amerika - Robert Duvall jako Adolf Eichmann – Muž, který dopadl Eichmanna - Ed Harris jako Jim Lassiter –Jezdci purpurových stepí | - Kathy Bates jako Helen Kushnick – Noční šichta - Ann Bancroft jako Abigail Tillerman – Homecoming - Stockard Channing jako Barbara Whitney – Správná rodina - Jena Malone jako Ruth Anne Boatwright – Bastard out of Carolina - Cicely Tyson jako Jordan Roosevelt – The Road to Galveston |
| Nejlepší obsazení (drama) | |
| - Pohotovost – George Clooney, Anthony Edwards, Laura Innes, Julianna Margulies, Gloria Reuben, Eriq La Salle, Sherry Stringfield a Noah Wyle - Zákon a pořádek – Benjamin Bratt, Jill Hennessy, Steven Hill, Carey Lowell, S. Epatha Merkerson, Jerry Orbach a Sam Waterson - Policie New York – Gordon Clapp, Kim Delaney, Dennis Franz, Sharon Lawrence, James McDaniel, Justine Miceli, Gail O'Grady, Jimmy Smits a Nicholas Turturro - Akta X – Gillian Anderson, William B. Davis, David Duchovny, Mitch Pileggi a Steven Williams - Nemocnice Chicago Hope – Adam Arkin, Peter Berg, Jayne Brook, Rocky Carroll, Vondie Curtis-Hall, Hector Elizondo, Thomas Gibson, Mark Harmon, Roxanne Hart, Christine Lahti a Jamey Sheridan | |
| Nejlepší obsazení (komedie) | |
| - Show Jerryho Seinfelda – Jason Alexander, Julia Louis-Dreyfus, Michael Richards a Jerry Seinfeld - Takoví normální mimozemšťané – Jane Curtin, Joseph Gordon-Levitt, Kristen Johnston, John Lithgow a French Stewart - Frasier – Dan Butler, Peri Gilpin, Kelsey Grammer, Jane Leeves, John Mahoney a David Hyde Pierce - Jsem do tebe blázen – Helen Hunt, Leila Kenzle, John Pankow, Anne Ramsay, Paul Reiser - Remember WENN – Tom Beckett, Carolee Carmello, George Hall, Margaret Hall, John Bedford Lloyd, Melinda Mullins, Christopher Murney, Amanda Naughton, Hugh O'Gorman, Kevin O'Rourke, Dina Spybey a Mary Stout | |